# Paléolithique inférieur

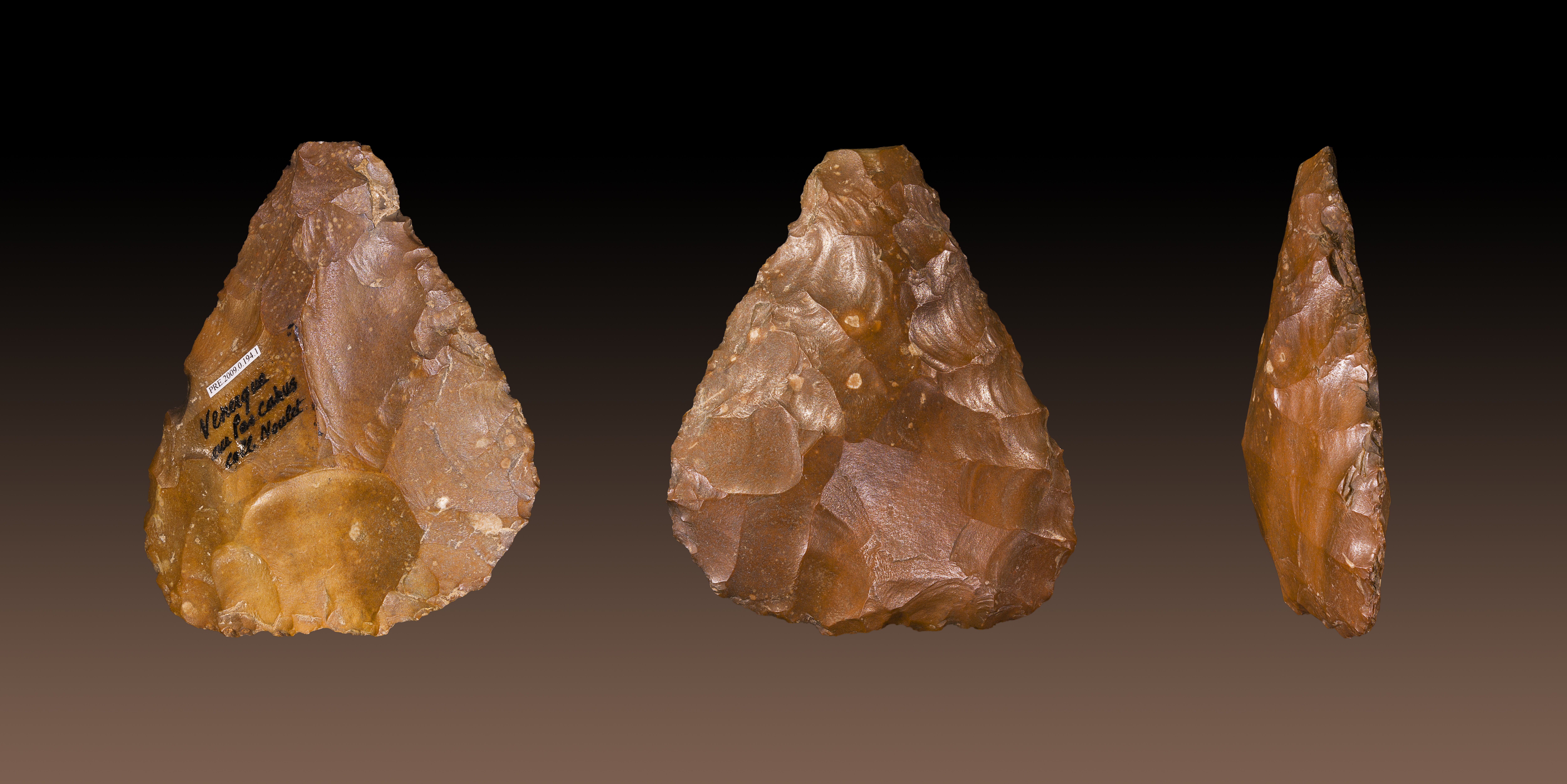
Biface - Paléolithique inférieur - Collection Noulet - Muséum de Toulouse

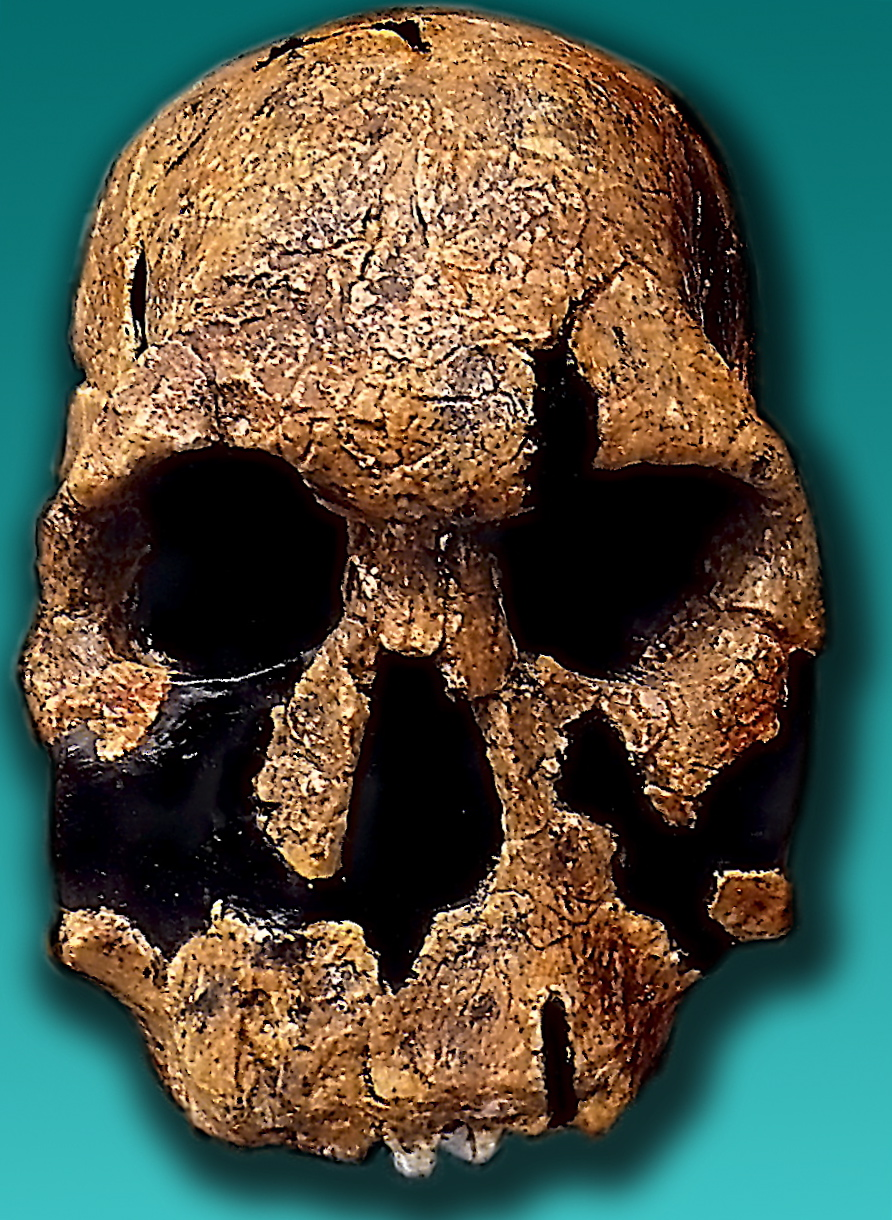
Crâne d’Homo rudolfensis (moulage), découvert à Koobi Fora, Kenya

Le Paléolithique inférieur est la première période de la Préhistoire. Selon les points de vue et les critères retenus, il débute il y a 3,3 millions d'années, avec l'apparition des premiers outils lithiques, ou bien il y a 2,8 millions d'années, avec le premier fossile attribué au genre Homo en Afrique. Il se termine il y a environ 300 000 ans, lorsque l'émergence de nouveaux outillages lithiques marquent le début du Paléolithique moyen. Les industries lithiques associées au Paléolithique inférieur sont l'Oldowayen et l'Acheuléen.
Certains auteurs distinguent un Très Ancien Paléolithique, ou Paléolithique archaïque, correspondant au début du Paléolithique inférieur,.

## Le Paléolithique inférieur en Afrique
Les principales découvertes paléontologiques et archéologiques concernant les débuts de l’aventure humaine ont pour cadre le continent africain, et tout particulièrement l’Afrique orientale et australe. De ces régions proviennent la plupart des plus anciens fossiles attribués à la sous-tribu des Hominina. Parmi ces ancêtres — ou proches parents — de l'homme on trouve les Australopithèques, les Paranthropes, ainsi que les premiers représentants du genre Homo, Homo rudolfensis et Homo habilis, les premiers à avoir une capacité crânienne de plus de 550 cm3.
C’est d'Afrique orientale que proviennent les plus anciens outils taillés connus à ce jour[Quand ?] : ils ont été découverts au Kenya, à Lomekwi 3, dans des terrains datés d’environ 3,3 Ma. Ils supplantent en ancienneté ceux de Kada Gona en Éthiopie, datés de 2,6 Ma. Si ces premiers outils sont peu élaborés, des découvertes récentes effectuées sur le site de Lokalalei au Kenya (ouest du lac Turkana), ont montré que la taille de la pierre pouvait être assez organisée et révélait une certaine habileté technique dès 2,3 Ma.
Après une période durant laquelle ils sont rares, les sites à outils lithiques se multiplient à partir de 1,9 Ma. Les sites d’Olduvai en Tanzanie ou de Koobi Fora au Kenya ont livré de nombreux vestiges de cette industrie appelée Oldowayen. Les outils de cette époque restent très simples et comportent essentiellement des éclats et des galets taillés.
À partir de 1,76 Ma on assiste à l’apparition en Afrique de l'Est d’une nouvelle industrie lithique, avec des outils plus élaborés, tels que les bifaces, les hachereaux ou les bolas, qui caractérisent l’Acheuléen. Les sites de cette époque sont extrêmement nombreux mais on peut retenir les noms d’Olduvai (Tanzanie), Olorgesailie, Kilombe, Isenya (Kenya), Melka Kunture, Gadeb (Éthiopie). L'industrie acheuléenne se répand rapidement dans toute l'Afrique, puis à partir de 1,5 Ma, gagne le Moyen-Orient et l'Inde.

## Le Paléolithique inférieur en Europe (de 1,6 Ma à 300 000 ans AP)

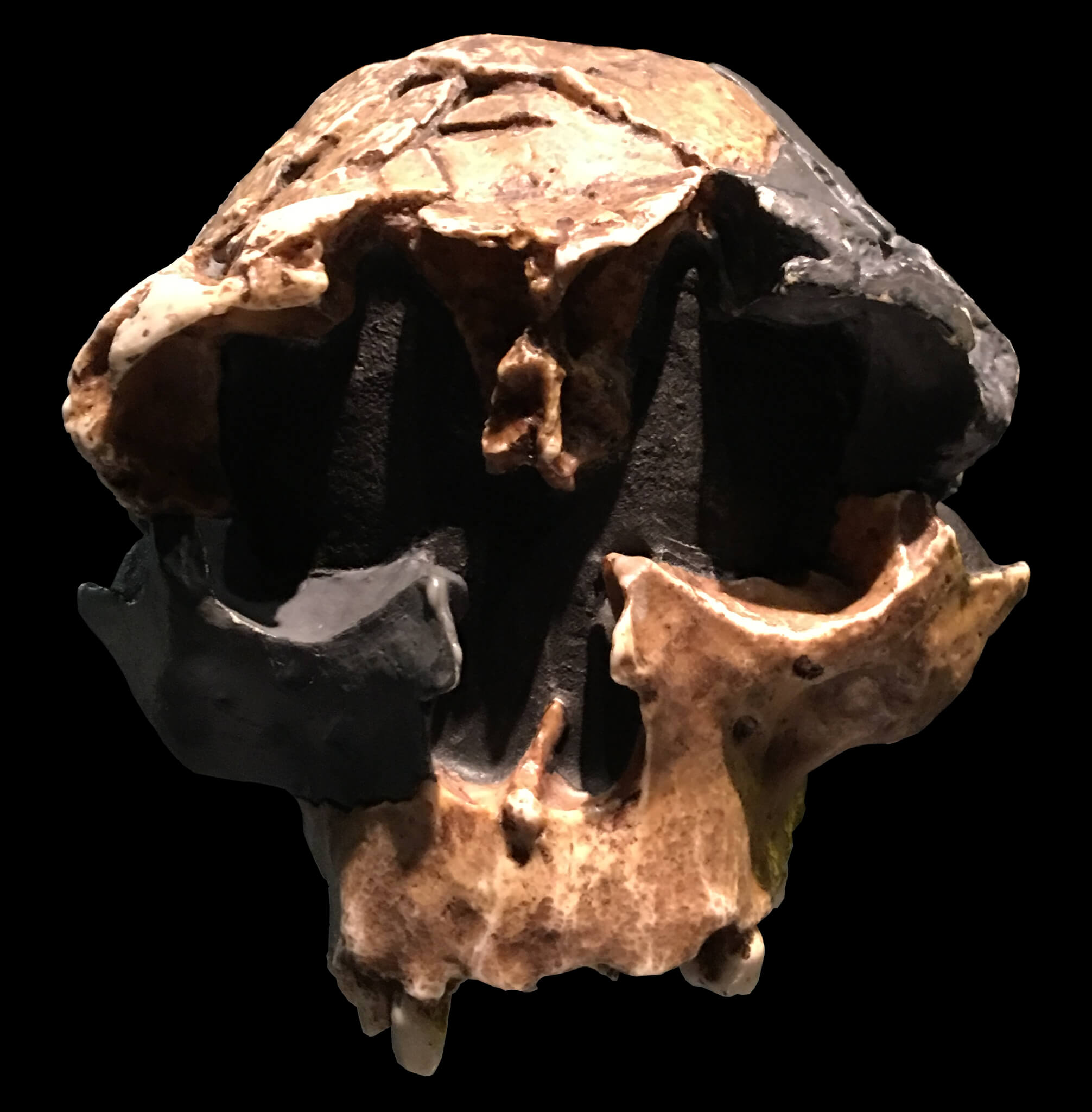
Crâne d’Homo antecessor, Atapuerca, Espagne

De probables représentants du genre Homo ont laissé des vestiges lithiques en Europe à partir de 1,6 Ma, à Bogatyri (Kouban) au nord du Caucase, à Lézignan-la-Cèbe (Hérault) en France, et à Pirro Nord en Italie. Ces sites n'ont pas livré de restes humains associés.

Le plus ancien fossile humain découvert à ce jour[Quand ?] en Europe est une dent isolée, datée d'environ 1,5 Ma, trouvée dans la grotte de Kozarnika, en Bulgarie. On ne connait pas encore les espèces humaines qui vivaient en Europe à cette lointaine époque, antérieurement à Homo antecessor, plus ancienne espèce européenne identifiée à ce jour[Quand ?], dont les fossiles sont datés en Espagne d'environ 820 000 ans.
Les premiers ensembles lithiques clairement identifiés en Europe comportent essentiellement des éclats et des galets ou blocs taillés. On peut mentionner notamment les sites de Monte Poggiolo, Isernia La Pineta, Venosa-Notarchirico (Italie), Atapuerca, Orce (Espagne) et Soleilhac à Blanzac (France), qui s’échelonnent jusqu'à 650 000 ans AP.
Ces industries sont progressivement remplacées, peut-être lors d’une nouvelle vague de peuplement, par des industries acheuléennes à bifaces et hachereaux : on en trouve la trace, entre 665 000 et 100 000 ans AP, sur les sites de Torre in Pietra, Castel di Guido, Fontana Ranuccio, Venosa (Italie), de Pinedo, Aridos, Torralba, Ambrona (en), Atapuerca (Espagne), de Saint-Acheul, Terra Amata, Tautavel, Orgnac 3, Cagny, Moulin-Neuf (France), de Swanscombe, Hoxne (Angleterre), de Kärlich (de), Schöningen (en), à Bilzingsleben (Allemagne).
À partir d'environ 300 000 ans AP émerge l'industrie moustérienne, qui marque le début du Paléolithique moyen en Europe.

## Modes de vie au Paléolithique inférieur
Les indications concernant directement la vie quotidienne sont extrêmement rares pour ces périodes reculées, du fait de la mauvaise conservation générale des vestiges en matériaux périssables. Il est le plus souvent impossible de déterminer la fonction des vestiges lithiques eux-mêmes, faute d’une bonne conservation de leurs traces d’utilisation. De plus la répartition spatiale des objets découverts lors des fouilles archéologiques correspond rarement à leur disposition originelle et il est difficile de savoir comment s’organisait l’habitat.
Mais quelquefois des découvertes exceptionnelles permettent d’entrevoir des comportements complexes : ainsi la pratique de la chasse a pu être démontrée grâce à la mise au jour d’épieux en bois travaillés, notamment à Clacton-on-Sea (en) (Angleterre) et à Schöningen (en) (Allemagne), au Paléolithique inférieur tardif. Même si le charognage a pu jouer un rôle important, dès cette époque les espèces chassées sont très variées, allant du lapin au mammouth.
Une innovation majeure de cette fin du Paléolithique inférieur est la domestication du feu, attestée à partir d’environ 400 000 ans AP, notamment sur les sites de Terra Amata, Menez Dregan (France), Bilzingsleben (Allemagne) ou Vértesszőlős (Hongrie).